# Сфарча (Алба)
Сфарча (рум. Sfârcea) насеље је у Румунији у округу Алба у општини Интрегалде. Oпштина се налази на надморској висини од 1030 m.

## Становништво
Према подацима из 2002. године у насељу је живело 63 становника, од којих су сви румунске националности.